# Athir al-Din al-Abhari
Athīr al-Dīn Mufaddal ibn Umar al-Abharī (1200-1265) est un philosophe, logicien, astronome et mathématicien perse d'Abhar. Al-Abharī a étudié auprès d'al-Ījī, probablement à Tabriz et a été lui-même un philosophe islamique majeur. Il a vécu une partie de sa vie en Anatolie, et son livre Hidāyat al-ḥikmah est devenu plus tard le livre de philosophie le plus populaire parmi les Ottomans.
Parmi ses travaux, on dénombre :
- Hidāyat al-ḥikmah (aussi appelé Kitāb al-Hidāyah) qui est un livre de philosophie contenant des sections de logique, de philosophie naturelle et de métaphysique.
- Bayān al-Asrār ("l'explication des secrets"), ouvrage de philosophie.
- Isāghūjī fi al-Manṭiq qui est un traité de logique, dont le titre vient du terme grec Isagogè.
- Cinq travaux d'astronomie.
- Il contribua également de manière notable à la géométrie théorique.
- Un de ses travaux les plus populaires est un commentaire du livre Šarḥ mukhtaṣar al-muntahā de son maître al-Ījī[3].

Ses travaux furent traduits en hébreu et en latin, et leur influence est évidente dans les traités européens de la fin du Moyen Âge et de la Renaissance. Al-Abharī, influencé par la pensée grecque, comme on peut l'observer dans son Isāghūjī, a donc également eu une influence démontrable sur la pensée européenne. Al-Abharī considère que la matière seule ne peut se diviser en individus, car elle est indifférenciée, mais elle peut justement se différencier si elle est manipulée par une cause séparée qui produirait sa disposition à l'individualité. Ces points sont partagés par son contemporain Bar Hebraeus.

## Quiddité extra-mentale
Al-Abharī, dans Bayān al-Asrār, discute de la quiddité extra-mentale, soit de l'existence d'un concept tel que, par exemple, la couleur noire détachée de l'existence des autres essentiels que la noirceur. Il considère qu'il n'y a pas de "noir" indépendant de ce qui spécifie la noirceur, car autrement si l'on considérait le noir comme simplement une essence de couleur (un concept), on pourrait lui attribuer d'autres traits que la noirceur, jusqu'à lui donner les attributs de la blancheur. Il déduit de son raisonnement que les quiddités composites (telles que la noirceur) peuvent dans certains cas n'être composées que dans l'esprit, et dans d'autres à la fois dans l'esprit et dans la réalité concrète.